# Genoplesium eriochilum
Genoplesium eriochilum är en orkidéart som först beskrevs av Robert Desmond David Fitzgerald, och fick sitt nu gällande namn av David Lloyd Jones och Mark Alwin Clements. Genoplesium eriochilum ingår i släktet Genoplesium och familjen orkidéer.
Artens utbredningsområde är New South Wales. Inga underarter finns listade i Catalogue of Life.